# Новосельское сельское поселение (Брюховецкий район)
Новосельское сельское поселение — муниципальное образование в Брюховецком районе Краснодарского края России.
В рамках административно-территориального устройства Краснодарского края ему соответствует Новосельский сельский округ.
Административный центр и единственный населённый пункт — село Новое Село.

## Население
| 2010  | 2012  | 2013  | 2014  | 2015  | 2016  | 2017  |
| ----- | ----- | ----- | ----- | ----- | ----- | ----- |
| 1311  | ↗1316 | ↘1299 | ↘1279 | ↘1266 | ↘1253 | ↘1244 |
| 2018  | 2019  | 2020  | 2021  | 2023  |       |       |
| ↘1229 | ↘1219 | ↘1196 | ↗1206 | ↘1187 |       |       |